# Sergio Asteriti
Sergio Asteriti (Venezia, 13 febbraio 1930 – Milano, 27 agosto 2024) è stato un fumettista italiano.

## Biografia
Studiò pubblicità alla Scuola di Magistero d'Arte, e si trasferì a Milano nel 1952 per intraprendere la carriera di pubblicitario. Nel 1954 la società per cui lavorava fallì ed egli decise di dedicarsi al fumetto. Nel 1955 venne assunto dalle Edizioni Alpe, casa editrice specializzata per la quale realizzò diverse serie comiche, occupandosi prevalentemente delle storie del capotribù africano Bingo Bongo per il settimanale Cucciolo. Si dedicò a soggetti realistici ma anche a quelli comici, dalle copertine rosa per i romanzi Rizzoli alle illustrazioni di fiabe per Boschi e Carroccio. Alla fine degli anni cinquanta cominciò a collaborare con lo studio di Rinaldo Dami realizzando illustrazioni e fumetti per l'agenzia britannica Fleetway e successivamente per il Corriere dei piccoli, dove riprese il personaggio di Formichino, creato anni prima da Roberto Sgrilli. Nel 1963 intraprese la sua collaborazione con Topolino, esordendo con la storia Pippo e la vacanza culturale pubblicata nel n. 420. La sua attività da fumettista, diventata quella principale, durò per oltre cinquant'anni. Si cimentò anche nella sceneggiatura ideando storie spesso di ambientazioni storica.
Nel corso degli anni Asteriti realizzò 350 storie a fumetti Disney, quasi tutte nell'universo dei topi. Sono solo 7 quelle ambientate nell'universo dei paperi.
Nel 2017, dopo 54 anni di attività ininterrotta, terminò la collaborazione con Topolino. La sua ultima storia a fumetti disneyana, Tip e Tap e lo straordinario mondo di Toc, scritta da Augusto Macchetto, viene pubblicata sul volume Topolino Classic Edition a lui dedicato.
È morto il 27 agosto 2024 all'età di 94 anni.

## Premi e riconoscimenti
- Nel 2008 ha vinto il Premio Papersera.